# Tinte

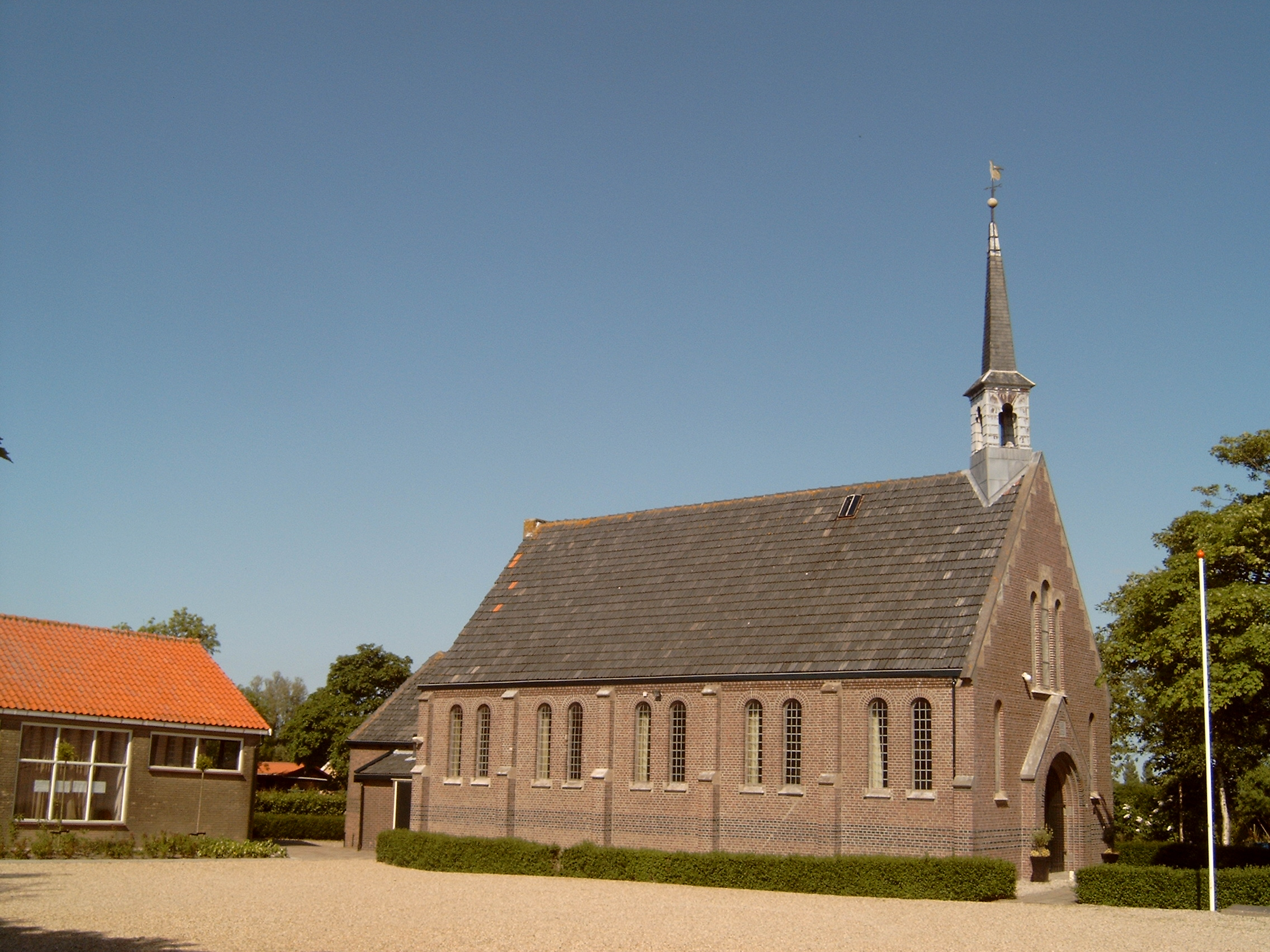
Het kerkje aan de Strijpsedijk

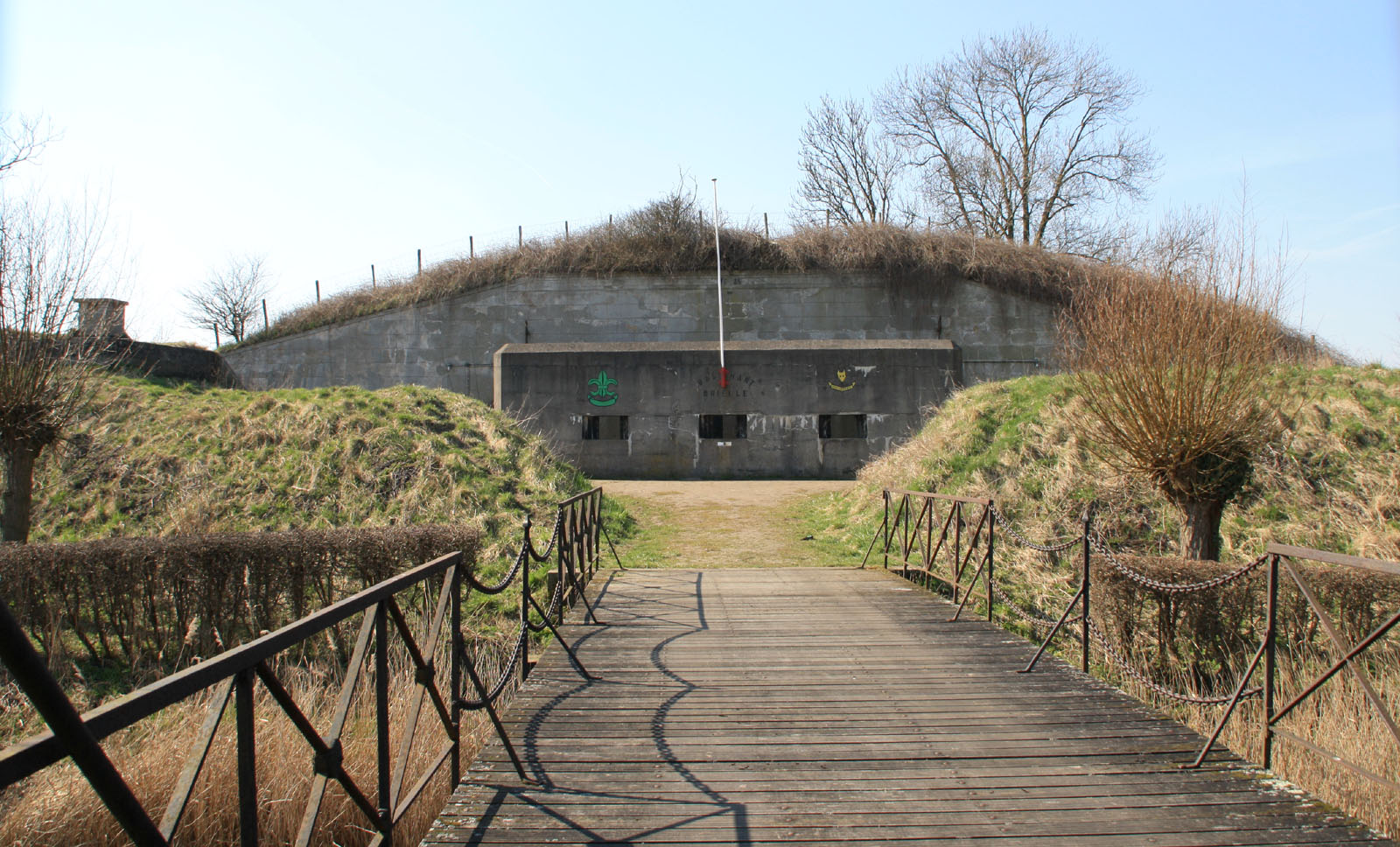
Fort Penserdijk

Tinte is een dorpje in de Nederlandse gemeente Voorne aan Zee en is gelegen op het eiland Voorne-Putten in de provincie Zuid-Holland. Het is gelegen in de polder te midden van de drie grotere plaatsen Brielle, Rockanje en Oostvoorne. 
Het aantal inwoners van het dorp per 1 januari 2023 is onbekend, doordat het CBS de BAG-woonplaats Tinte niet als zodanig afgebakende wijk of buurt heeft ingedeeld. Voor het CBS maakt de BAG-woonplaats Tinte onderdeel uit van de buurt Tinte en de buurt "Verspreide huizen in het Oosten", die een veel groter gebied omvat dan enkel de plaats Tinte. De buurt Tinte (de dorpskom) telt 265 inwoners (1 januari 2023). 

## Geschiedenis
Tinte werd in 1589 voor het eerst vermeld. Het maakte tot 1812 deel uit van het ambacht Rugge en daarna tot 1980 van de nu voormalige gemeente Oostvoorne. Men schreef de naam in de 16e eeuw als Tente. In de 17e eeuw beschikte het dorp over een smederij, een kroeg en een schoolhuis. Van oudsher was de meekrapteelt er belangrijk, waarschijnlijk heeft het plaatsje er zijn ontstaan aan te danken. De wortels van de meekrap bevatten een rode kleurstof die werd gebruikt voor het roodverven van textiel en lederwaren. In 1639 wordt er al melding gemaakt van de aanwezigheid van een meekrapstoof. De naam Tinte zou zijn afgeleid van de Latijnse naam voor meekrap: Rubia tinctorum. In die tijd bestond het dorp uit een klein aantal boerderijen met wat arbeidershuisjes. Door de bouw van woninkjes voor arbeiders die werkzaam waren in de meekrapteelt ontstond een zekere dorpskern. Eind 18e eeuw vestigden zich ook meer kleine middenstanders die producten leverden aan de boerenbedrijven. Toen in de 19e eeuw zich ook timmerlieden, metselaars en schilders in Tinte vestigden was een echte dorpsgemeenschap ontstaan.
Aan de Penserdijk, buiten het dorp, werd in 1885 Fort Penserdijk gebouwd als onderdeel van de Maasmondvesting. Het is nu een rijksmonument.

## Dorpsgemeenschap
Tinte is een klein lintdorp in een oud polderlandschap, het huidige beeld doet denken aan de situatie van een eeuw geleden. Het gereformeerde kerkje en de voormalige christelijke school Tintenstein staan een stuk buiten de dorpskom. In het plaatselijke museum In den Halven Maen, gevestigd in een voormalige veilingwagenschuur, worden oude kruidenierswaren, blikverpakkingen en tabaksartikelen getoond. Tinte heeft een bloeiend verenigingsleven met een eigen verenigingsgebouw waar onder meer de Oranjevereniging, de gymnastiekvereniging en twee toneelverenigingen gebruik van maken.
Het symbool van Tinte is de môluk, plaatselijk dialect voor vogelverschrikker. Ze waakten vroeger over de pas ingezaaide velden en worden tegenwoordig origineel aangekleed in de tuin bij het huis gezet. In 2005 is er een bronzen dorpsvogelverschrikker geplaatst die werd gemaakt door kunstenaar Adriaan Nette.